# Ipomoea lonchophylla
Ipomoea lonchophylla är en vindeväxtart som beskrevs av John McConnell Black. Ipomoea lonchophylla ingår i släktet praktvindor, och familjen vindeväxter. Inga underarter finns listade i Catalogue of Life.